# Ehretia glandulosissima
Ehretia glandulosissima är en strävbladig växtart som beskrevs av B. Verdcourt. Ehretia glandulosissima ingår i släktet Ehretia och familjen strävbladiga växter. Inga underarter finns listade i Catalogue of Life.